# Балыктах (река, Котельный)
Балыктах (якут. Балыктаах — «рыбная», также встречаются названия Царёва, Рыбная) — река на острове Котельный островов Анжу в Новосибирском архипелаге. Административно расположена в Якутии, Россия. Является крупнейшей рекой острова. Название получила от якут. балык — «рыба», так как в её водах водится много рыбы. Длина — 205 км, площадь водосбора — 4110 км².
Берёт начало западнее центра острова, с северного окончания возвышенности Ирим-Тас, и течёт на северо-восток, загибаясь на восток, затем продолжает течь на юг. Разделяясь на несколько проток впадает в бухту Якова Смирницкого Восточно-Сибирского моря.
Ширина реки до разделения на рукава составляет 110 метров. Скорость течения достигает 0,1 м/с. Глубины до 2-х метров. Дно вязкое.

## Бассейн Балыктаха
Объекты по порядку от устья к истоку ( км от устья: ← левый приток | → правый приток | — объект на реке ):
- Балыктах

→ Глубокая
→ Змейка
→ Правая Глубокая
→ Стрела
← Быстрый
→ Лунный
→ Ыттах
→ Извилистая
← Кустах-Юрях
→ Буордах
→ Овражная
→ Река Зееберга
→ Лоток¹
→ Снежная
← Куталах
← Истях
← Левый Истях
← Муруннах
→ Уэттях-Сала
→ Туор-Юрях
← Песцовая-Такар-Сала
→ Уэттях-Юрях
← Ирим-Юрюе
← Тугуттах
→ Тугуттах-Тас-Сала
→ Песцовая
→ Шейна
← Левая Шейна
→ Прямая
→ Белая
→ Сухой
← Тихая
← Светлый
← Казарка
→ Луговая
→ Байджараховая
← Развилка